# Філіппе Ерне
Філіппе Ерне (нім. Philippe Erne; нар. 14 грудня 1986, Вадуц, Ліхтенштейн) — ліхтенштейнський футболіст, нападник та правий вінґер «Руггелля».

## Клубна кар'єра
Вихованець молодіжної академії «Вадуца». Виступав за швейцарський клуб «Кур 97», а в 2007 році перейшов до «Ешен-Маурена».
У січні 2011 року «Вадуц», який виступав у другій швейцарській лізі, знову підписав контракт з Філіппе. Після тривалої перерви через травму, влітку 2012 року для отримання ігрової практики Ерне віддали в оренду до «Бальцерс». Під час зимової перерви повернувся в «Вадуц», але влітку 2013 року його контракт з клубом закінчився. Потім знову грав за «Бальцерс», а в січні 2014 року приєднався до команди німецької Регіональної ліги «Пфуллендорф», яка шукала підсилення в боротьбі за збереження місця в чемпіонаті. Оскільки «Пфуллендорф» вилетів з Регіональної ліги, влітку 2014 року Ерне знову підписав контракт з «Бальцерс».

## Кар'єра в збірній
Дебютував у національній збірній Ліхтенштейну 14 листопада 2009 року, вийшовши на поле замість Франца Бургмаєра на 67-й хвилині програного (0:5) поєдинку проти Хорватії у Вінковцях. Першим голом за національну команду відзначився 3 червня 2011 року в переможному (2:0) поєдинку кваліфікації чемпіонату Європи 2012 року проти Литви.
До 2018 року зіграв 35 матчів за збірну Ліхтенштейну.

## Статистика виступів

### Голи за збірну
Рахунок та результат збірної Ліхтенштейну в таблиці подано на першому місці.
| Гол | Дата          | Місце                        | Суперник | Рахунок | Результат | Змагання                            |
| --- | ------------- | ---------------------------- | -------- | ------- | --------- | ----------------------------------- |
| 1.  | 3 червня 2011 | Райнпарк, Вадуц, Ліхтенштейн | Литва    | 1–0     | 2–0       | кваліфікація чемпіонату Європи 2012 |